# Río Fundación
Le río Fundación est un fleuve de Colombie.

## Géographie
Le río Fundación prend sa source sur le versant ouest de la Sierra Nevada de Santa Marta, dans le département de Magdalena. Il coule ensuite vers le sud-sud-ouest puis le nord-ouest avant de rejoindre la Ciénaga Grande de Santa Marta, au bord de la Mer des Caraïbes.